# Yves Lefèvre
Yves Lefèvre, né le 9 mars 1918 à Paris et mort le 23 mai 1987 à Bordeaux, est un professeur de lettre français.
Agrégé de lettres en 1943, il devient membre de l'École française de Rome en 1945 - 1946. En 1953, il est nommé dans la chaire de langue et littérature du sud-ouest de la France à la Faculté des lettres de Bordeaux. Il est président de l'université Bordeaux 3 de 1971 à 1975. Démissionnaire, il est remplacé à ce poste par Robert Escarpit élu le 27 mai 1975.
L’Académie des inscriptions et belles-lettres lui décerne le prix Lequeux en 1984.
Il est enterré au cimetière du Père-Lachaise (96e division).